# 854년

## 연호
- 당(唐) 대중(大中) 8년
- 일본(日本) 닌주(仁寿) 4년 / 사이코(斉衡) 원년

## 기년
- 당(唐) 선종(宣宗) 8년
- 신라(新羅) 문성왕(文聖王) 16년
- 발해(渤海) 대이진(大彝震) 25년

## 사망
호리크 1세: 대인족의 왕